# Raduha, Luče
Raduha este o localitate din comuna Luče, Slovenia, cu o populație de 265 de locuitori.